# 피오리아 리버멘 (AHL)
| 피오리아 리버멘 | |
| 콘퍼런스        | 서부 콘퍼런스 (2005년~2013년) |
| 디비전          | 웨스트 디비전 (2005년~2011년) 미드 웨스트 디비전 (2011년~2013년) |
| 설립연도        | 2005년 |
| 해체연도        | 2013년 |
| 역사            | 퀘벡 비버스 (1932년~1935년) 스프링필드 인디언스 (1935년~1951년) 시러큐스 워리어스 (1951년~1954년) 스프링필드 인디언스 (1954년~1967년) 스프링필드 킹스 (1967년~1974년) 스프링필드 인디언스 (1974년~1994년) 우스터 아이스캐츠 (1994년~2005년) 피오리아 리버멘 (2005년~2013년) 유티카 코메츠 (2013년~현재) |
| 경기장          | 카버 아레나 |
| 연고지          | 일리노이주 피오리아 |
| 상징색          | 로얄 블루, 남색, 금, 하양 |
| 구단주          | |
| 단장            | |
| 감독            | |
| NHL 제휴        | |
| ECHL 제휴       | |
| 정규시즌 우승   | |
| 콘퍼런스 우승   | |
| 디비전 우승     | |
| 칼더 컵         | |
| 영구 결번       | |

피오리아 리버멘(Peoria Rivermen)는 미국 일리노이주 피오리아를 연고지로 하는 2005년부터 2013년까지 AHL 소속되었던 아이스 하키팀이다.
2013년 연고지를 뉴욕주 유티카 (유티카 코메츠)로 이전했다.

## 역대 홈경기장
| 피오리아 리버멘 |               |          |                     |      |
| 경기장          | 사용기간      | 수용인원 | 장소                | 비고 |
| 카버 아레나     | 2005년~2013년 | 9,919명  | 일리노이주 피오리아 | 빈칸 |